# Dominik Greif
Dominik Greif [dominik grajf] (* 6. dubna 1997, Bratislava) je slovenský fotbalový brankář a reprezentant, od července 2021 hráč španělského mužstva RCD Mallorca.

## Klubová kariéra
Svoji fotbalovou kariéru začal v klubu ŠK Vrakuňa Bratislava, odkud v mládeži zamířil do Slovanu Bratislava. V roce 2015 se propracoval do seniorské kategorie, kde zpočátku nastupoval za rezervu neboli juniorku.

### ŠK Slovan Bratislava

#### Sezóna 2015/16
Svůj debut v A-mužstvu Slovanu si odbyl ve 32. ligovém kole hraném 13. května 2016 proti Zemplínu Michalovce (remíza 1:1). V ročníku 2015/16 Fortuna ligy obsadil se Slovanem konečné druhé místo v domácí lize i poháru.

#### Sezóna 2016/17
V červnu 2016 uzavřel s klubem stejně jako Adam Laczkó, Juraj Kotula, Samuel Šefčík, Patrik Pinte, Denis Potoma a Frederik Valach profesionální kontrakt. Své první čisté konto v mužské kategorii vychytal 16. 10. 2016 proti týmu FK Senica, "belasí" i díky němu vyhráli 2:0. V sezoně 2016/17 získal se Slovanem domácí pohár, když společně se svými spoluhráči porazil ve finále hraném 1. května 2017 na stadionu NTC Poprad tehdy druholigový tým MFK Skalica v poměru 3:0. Během roku nastupoval převážně za rezervu nebo plnil funkci druhého respektive třetího brankáře u "áčka", větší šance v prvním mužstvu dostal až v posledních šesti ligových kolech namísto zraněné tehdejší jedničky Jána Muchy.

#### Sezóna 2017/18
23. června 2017 odchytal za klub celých devadesát minut v utkání Česko-slovenského Superpoháru hraného v Uherském Hradišti proti českému celku FC Fastav Zlín, kterému Slovan Bratislava podlehl v penaltovém rozstřelu. Se Slovanem postoupil přes arménský tým FC Pjunik Jerevan (výhry 4:1 a 5:0) do druhého předkola Evropské ligy UEFA 2017/18, kde bratislavské mužstvo vypadlo po prohrách 0:1 a 1:2 s klubem Lyngby BK z Dánska. V listopadu 2017 podepsal s vedením stejně jako další brankář Tomáš Rybár novou pětiletou smlouvu. Na jaře 2018 se podílel s "belasými" na obhajobě zisku slovenského poháru z předešlého ročníku 2016/17, i když ve finále hraném 1. května 2018 v Trnavě proti celku MFK Ružomberok (výhra 3:1) nenastoupil.

#### Sezóna 2018/19
V prvních dvou předkolech Evropské ligy UEFA 2018/19 v soubojích s moldavským týmem FC Milsami Orhei (výhry 4:2 a 5:0) a mužstvem Balzan FC z Malty (prohra 1:2 a výhra 3:1) nechytal a kryl záda Michalu Šullovi. Za Slovan nastoupil ve třetím předkole proti rakouskému celku Rapid Vídeň, se kterým "belasí" po výhře 2:1 a prohře 0:4 vypadli. Se Slovanem získal 14. 4. 2019 po výhře 3:0 nad klubem MŠK Žilina šest kol před koncem sezony mistrovský titul. 25. května 2019 byl stejně jako jeho spoluhráči Vasil Božikov, Aleksandar Čavrić, Marin Ljubičić, Moha a Andraž Šporar zvolen do nejlepší jedenáctky ročníku 2018/19 Fortuna ligy.

#### Sezóna 2019/20
V létě 2019 byl o něj velký zájem z Belgie, Španělska a Portugalska, odkud jej chtěl získat slavný tým FC Porto. Greif nakonec zůstal ve Slovanu Bratislava, se kterým prodloužil smlouvu do roku 2023.
S "belasými" se představil v prvním předkole Ligy mistrů UEFA 2019/20 proti černohorskému celku FK Sutjeska Nikšić a po vypadnutím s tímto soupeřem bylo jeho mužstvo přesunuto do předkol Evropské ligy UEFA 2019/20, kde se Slovanem postoupil přes kosovský klub KF Feronikeli (výhry doma 2:1 a venku 2:0), tým Dundalk FC z Irska (výhry doma 1:0 a venku 3:1) a řecké mužstvo PAOK Soluň (výhra doma 1:0 a prohra venku 2:3) do skupinové fáze. Se Slovanem Bratislava byl zařazen do základní skupiny K, kde v konfrontaci s kluby Beşiktaş JK (Turecko), SC Braga (Portugalsko) a Wolverhampton Wanderers FC (Anglie) skončil s "belasými" na třetím místě tabulky a do jarního play-off s nimi nepostoupil. V pohárové Evropě vychytal tři čistá konta. Se Slovanem obhájil titul z předešlé sezony 2018/19. Slovan Bratislava na jaře 2020 získal i ligový pohár a i když Greif za něj v této sezóně neodehrál žádný pohárový zápas, přísluší medaile za tento úspěch i jemu, protože byl tehdy součástí tohoto celku. V červenci 2020 byl zařazen do nejlepší jedenáctky roka, zároveň byl zvolen nejlepším hráčem soutěže.

#### Sezóna 2020/21
Za Slovan odehrál zápas druhého předkola Evropské ligy UEFA 2020/21 proti finskému týmu Kuopion Palloseura, se kterým po prohře 1:2 po penaltovém rozstřelu společně se svými spoluhráči ze soutěže vypadl. V zimním přestupovém období ročníku 2020/21 měl nabídku od španělského mužstva RCD Mallorca, který jej chtěl získat na půlroční hostování s opcí na přestup, ten se nakonec neuskutečnil z důvodu velké marodky golmanů Slovanu Bratislava. Na jaře 2021 vybojoval se Slovanem již třetí ligový primát v řadě. Rovněž mu náleží i zisk domácího poháru, i když v něm neodchytal žádné střetnutí.

### RCD Mallorca
V létě 2021 už jeho přestup do Mallorcy vyšel, španělský klub byl tehdy nováčkem nejvyšší soutěže.

## Klubové statistiky
Aktuální k 19. červnu 2022
| Sezona    | Klub                   | Soutěž           | Zápasy | Nuly |
| --------- | ---------------------- | ---------------- | ------ | ---- |
| 2014/2015 | ŠK Slovan Bratislava B | DOXXbet liga     | 0      | 0    |
| 2015/2016 | ŠK Slovan Bratislava   | Fortuna liga     | 2      | 0    |
| 2016/2017 | ŠK Slovan Bratislava   | Fortuna liga     | 8      | 2    |
| 2017/2018 | ŠK Slovan Bratislava   | Fortuna liga     | 19     | 2    |
| 2018/2019 | ŠK Slovan Bratislava   | Fortuna liga     | 28     | 9    |
| 2019/2020 | ŠK Slovan Bratislava   | Fortuna liga     | 20     | 13   |
| 2020/2021 | ŠK Slovan Bratislava   | Fortuna liga     | 26     | 12   |
| 2021/2022 | RCD Mallorca           | Primera División | 1      | 0    |

## Reprezentační kariéra
Dominik Greif je bývalý mládežnický reprezentant, nastupoval za slovenské výběry do 17, 18 a 19 let. 12. listopadu 2015 vstřelil v dresu U19 v kvalifikačním utkání proti Rusku U19 patičkou vyrovnávací branku v nastaveném čase na konečných 1:1. V letech 2017-2018 hrál za Slovensko U21.

### A-mužsto
V A-týmu Slovenska debutoval pod českým trenérem Pavlem Hapalem v přípravném zápase hraném v Trnavě 7. červen 2019 proti reprezentaci Jordánska (výhra 5:1), na hrací plochu přišel ve 46. minutě místo Matúše Kozáčika.

### Reprezentační zápasy a góly
Zápasy a góly Dominika Greifa v A-týmu slovenské reprezentace
| 2019                 | 2 | 0 |
| 2020                 | 2 | 0 |
| Celkem               | 4 | 0 |
| Platí k 21. 10. 2020 |   |   |